# Dangar Island, New South Wales
Dangar Island este o suburbie în Sydney, Australia.